# Leucania expallescens
Leucania expallescens là một loài bướm đêm trong họ Noctuidae.